# Cyrille Diabaté
Cyrille Diabaté, född 10 juni 1973 i La Celle-Saint-Cloud, är en fransk före detta MMA-utövare och kickboxare som 2010–2014 tävlade i organisationen Ultimate Fighting Championship.